# Baruż
Baruż (pers. باروژ) – wieś w Iranie, w ostanie Azerbejdżan Zachodni. W 2006 roku liczyła 148 mieszkańców w 28 rodzinach.